# Filosofia de Rua
Filosofia de Rua é um grupo brasileiro de rap e hip hop alternativo. Iniciou suas atividades em 1991, tendo interrompido as mesmas em 2010, e retomando-as em 2015.

## História
O Filosofia de Rua foi formado em 1991 por Ugli C.I.e DJ Man. No mesmo ano, participaram da coletânea Movimento Hip Hop, que foi sucedida pelo álbum de estreia, chamado Valeu a Experiência!, de 1994.
Em 1996, veio o segundo trabalho, intitulado Da Rua, que trouxe o sucesso "Histórias do Coração". O videoclipe desta música permaneceu por longo tempo na programação da MTV. Em 1999, foi lançado Remixes, que como o próprio nome já diz, um disco com remixes das canções mais famosas até então, além da música inédita "A Banca é Nossa". Em 2000 foi lançado em vinil o single "As Histórias Continuam...", e em 2005 veio o último trabalho do Filosofia de Rua, chamado Unificação. Após o lançamento, o grupo se desfez.
Em 2009 os mesmos integrantes do primeiro álbum (com a exceção de MC Don) se reuniram para decidir a volta do grupo. Esta foi selada com o lançamento da música "Malandro e não Ladrão", de fevereiro de 2010.

## Discografia

### Álbuns de estúdio
- 1994 - Valeu a Experiência!
- 1996 - Da Rua
- 2000 - Remixes
- 2005 - Unificação
- 2010 - D Volta ao Jogo
- 2016 - 1993-2015
- 2018 - Era Pra Ser Assim

### Coletânea
- 1995 - Retrospectiva

### Single
- 2000 - As Histórias Continuam...

### Participações

#### Coletâneas
- 1993 - Movimento Hip Hop (músicas "Jurados de Morte" e "A cor da Pele") grav.: Rhythm Blues Records
- 1996 - Sampa Rap (música "Valores da Vida") grav.: Som Livre
- 1996 - Na Mira da Sociedade (música "Histórias do Coração") grave.:Porte Ilegal
- 1997 - Rep ao Bresil (música "Se o Mundo Inteiro Pudesse me Ouvir") lançado na França
- 2003 - Reviravolta Máfia Vol.1 (música "Esculacho") Independente